# Albert Lilja
Albert Lilja, född den 27 november 1868 i Eringsboda församling, Blekinge län, död den 4 januari 1950 i Kalmar, var en svensk ämbetsman.
Lilja blev 1888 student vid Uppsala universitet och 1889 vid Lunds universitet, där han avlade examen till rättegångsverken 1890. Han blev extra ordinarie landskanslist i Stockholms län 1895 och ordinarie 1901, extra länsnotarie där 1902, länsbokhållare i Blekinge län 1904 och kronofogde i Östernärkes fögderi 1910. Lilja var landsfogde i Kalmar län 1917–1926 och landskamrerare där 1926–1935. Han utförde 1910–1945 ett omfattande excerperingsarbete. Samlingen finns nu på Blekinge museum. Lilja blev riddare av Vasaorden 1923 och av Nordstjärneorden 1931. Han vilar på Södra kyrkogården i Kalmar.